# Разноцветная ящурка
Разноцве́тная я́щурка (лат. Eremias arguta) — вид ящериц из рода ящурок.

## Внешний вид
Средних размеров ящерица, с коренастым телосложением и резко сужающимся к концу хвостом. Длина тела достигает 28,3—96,6 мм (в среднем около 6 см), хвоста — 38,5—122,0 мм (средняя длина около 7 см).
Лобноносовой щиток 1, редко 2. Его длина меньше ширины, редко равна ей. Между предлобными как правило нет дополнительных щитков, реже может быть до пяти щитков. Надглазничных щитков два, первый примерно в 2 раза меньше второго, обычно они не отделены рядом зёрнышек от лобного и лобнотеменного щитков или отделены не полностью. На лобном щитке имеется хорошо выраженный продольный желобок. Верхнегубных 7—13, а нижнегубных 5—9. Подглазничный щиток не касается края рта. Пятый нижнечелюстной щиток как правило не доходит до нижнегубных. Горловых чешуй 20—33, брюшных щитков — 27—35. Туловище покрыто гладкими зёрнышкообразными чешуями, расположенными вокруг его середины в 37—64 рядов. Ряды бедренных пор не доходят до коленного сгиба и отделены между собой промежутком в 0,9—2,5 длины одного ряда. На каждом бедре по 5—15 бедренных пор, при этом у самцов их число несколько больше. Зачаточных пор может быть 1—3. На нижней стороне голени имеется 2—3 продольных ряда щитков, при этом щитки наружного ряда немного крупнее последнего. В преанальной области 5—15 чешуй, из которых до трёх чешуй может быть увеличено. Чешуйки на верхней стороне хвоста гладкие или слаборебристые, реже ребристые.
Верх с оливковым, буроватым, коричневатым или зеленоватым оттенком. Выделяется рисунок с разноцветными пестрыми «глазками», черточками или пятнами. Рисунок и цвет спины чаще всего зависит от места обитания. Ноги сверху покрыты светлыми, окруженными темным пятнами. Низ белый или сероватый, у молодых особей с серыми прожилками.

## Распространение
Разноцветная ящурка имеет обширный ареал, который простирается от северо-восточной Румынии на западе, через Молдавию, южную Украину, юго-запад России (достигая на севере Самарскую луку и Бузулукский бор), охватывает страны Закавказья (Азербайджан, Армения, восток Грузии) и северный Иран, Казахстан, Узбекистан, Туркменистан, Киргизию, Таджикистан, на востоке достигая северо-западного Китая (СУАР и Внутренняя Монголия) и крайнего запада Монголии.

## Образ жизни
Обитает от пустынь и полупустынь до степей. Местами проникает в лесостепь. Встречается и в горах, на высоте до 2000 м. В мягких почвах роет неглубокие норы. Использует также норы жаб, грызунов, черепах, а также трещины в земле. При преследовании прячется в кусты. Уходит на зимовку в начале октября — ноябре. Летом активна утром и вечером. Питается муравьями, жуками, саранчовыми, клопами, мухами, гусеницами, пауками. В кладке 3—12 яиц длиной 1—1,6 см. Молодые появляются в мае — июне, с длиной тела 2,8—3,5 см.

## Таксономия
Впервые вид был описан П. С. Палласом в 1773 г. под названием Lacerta arguta. Позднее в связи с большой вариабельностью на протяжении ареала, было введено много названий, которые в настоящее время считаются синонимами.
В настоящее время базой данных Reptile Database признаётся 5 подвидов разноцветной ящурки:
- Eremias arguta arguta Pallas, 1773 — обыкновенная разноцветная ящурка, распространённая от Устюртского плато через Аральское море и Прибалхашье до северо-восточного Казахстана;
- Eremias arguta darevskii Tsaruk, 1986 — иссыккульская разноцветная ящурка, обитающая в Иссык-Кульской котловине в Кыргызстане;
- Eremias arguta deserti (Gmelin, 1789) — западная разноцветная ящурка, занимающая западную часть ареала;
- Eremias arguta transcaucasica Darevsky, 1953 — армянская разноцветная ящурка, обитающая в горных районах восточной Армении, на крайнем востоке Грузии и в западном и центральном Азербайджане до побережья Каспийского моря;
- Eremias arguta uzbekistanica Chernov, 1934 — узбекская разноцветная ящурка, занимающая южную часть ареала в южном Узбекистане (предгорья Зеравшана и Нуратау) и южном Казахстане.

Кроме того, по морфологическим и молекулярно-генетическим данным, популяции долины реки Или представляют собой отдельный, ещё не описанный таксон, занимающий наиболее базальное положение среди разноцветных ящурок. Филогенетические связи подвидов разноцветной ящурки по результатам анализа гена цитохрома b приведены на кладограмме:

|  | \| \| E. a. arguta \| \| \| \| \| \| E. a. transcaucasica \| \| \| \| |
|  |                                                                       |
|  | E. a. deserti                                                         |
|  |                                                                       |
|  | E. a. arguta                                                          |
|  |                                                                       |
|  | E. a. transcaucasica                                                  |
|  |                                                                       |

|  | E. a. arguta         |
|  |                      |
|  | E. a. transcaucasica |
|  |                      |

|  | E. a. darevskii     |
|  |                     |
|  | E. a. uzbekistanica |
|  |                     |

|  | \| \| E. a. arguta \| \| \| \| \| \| E. a. transcaucasica \| \| \| \| |
|  |                                                                       |
|  | E. a. deserti                                                         |
|  |                                                                       |
|  | E. a. arguta                                                          |
|  |                                                                       |
|  | E. a. transcaucasica                                                  |
|  |                                                                       |

|  | E. a. arguta         |
|  |                      |
|  | E. a. transcaucasica |
|  |                      |

|  | E. a. darevskii     |
|  |                     |
|  | E. a. uzbekistanica |
|  |                     |

## Охрана
Разноцветная ящурка включена в Красные книги Монголии (подвид E. a. potanini), Туркменистана (подвид E. a. uzbekistanica), Армении (подвид E. a. transcaucasica), Молдавии (подвид E. a. deserti),Краснодарский край (подвид E. a. transcaucasica).

## Фото

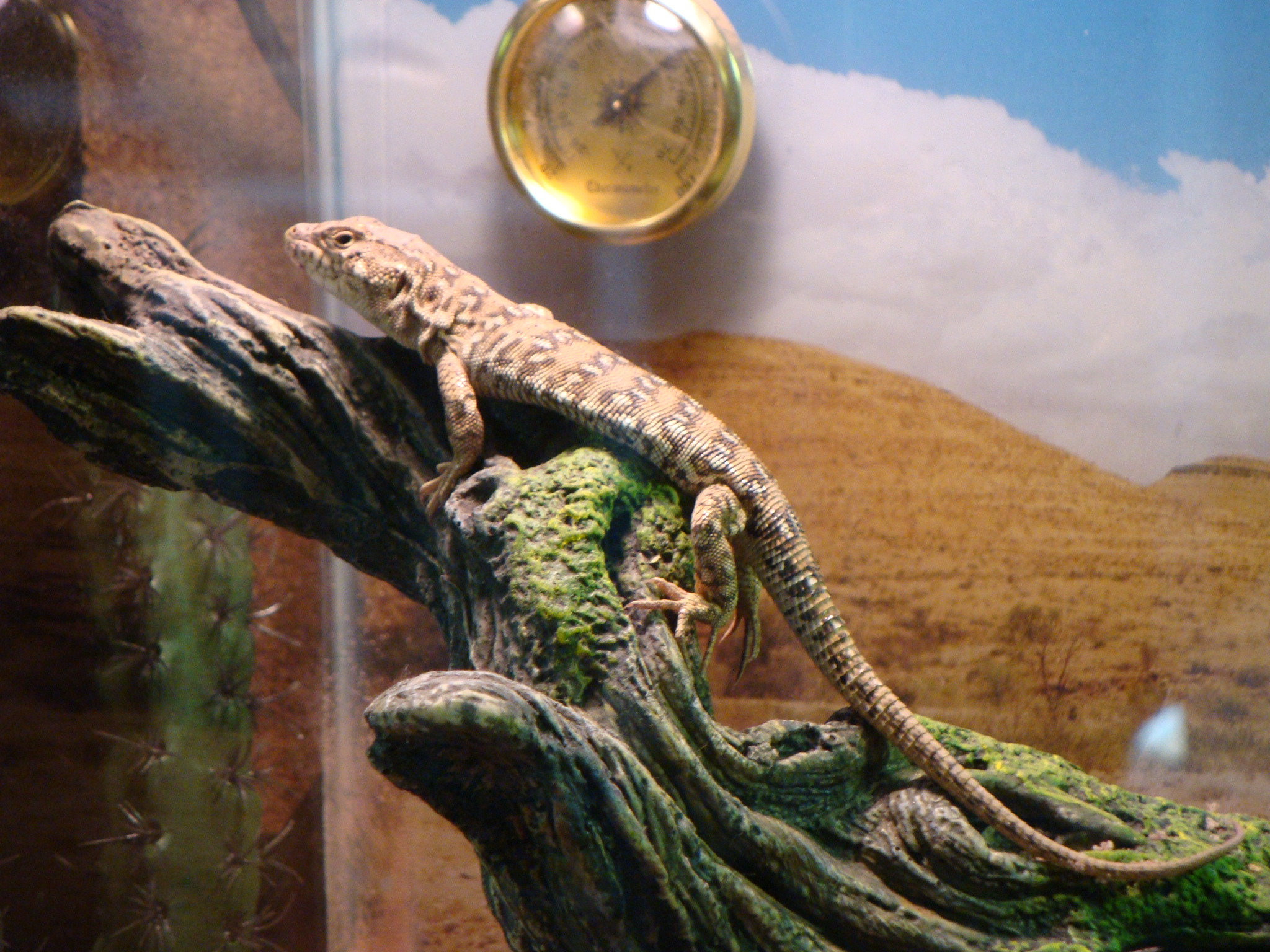
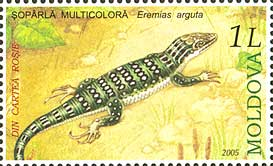
Марка Молдавии
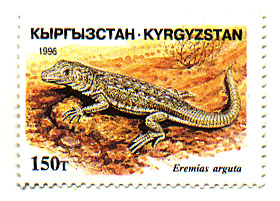
Марка Кыргызстана